# Ustniczek królewski
Ustniczek królewski (Pomacanthus semicirculatus) – gatunek morskiej ryby okoniokształtnej z rodziny pomakantowatych. Bywa hodowana w akwariach morskich.

## Zasięg występowania
Rafy koralowe na głębokościach od 1 do 30 metrów, od Morza Czerwonego przez Ocean Indyjski po zachodni Pacyfik.

## Charakterystyka
Ciało wysokie, silnie bocznie spłaszczone. Dorasta do 40 cm długości. Żywi się głównie gąbkami, żachwami i glonami.

## Filatelistyka
Poczta Polska wyemitowała 1 kwietnia 1967 r. znaczek pocztowy przedstawiający Pomacanthus semicirculatus o nominale 6,60 zł, w serii Ryby egzotyczne. Na znaczku widnieje osobnik młodociany. Autorem projektu znaczka był Jerzy Desselberger. Znaczek pozostawał w obiegu do 31 grudnia 1994 r..

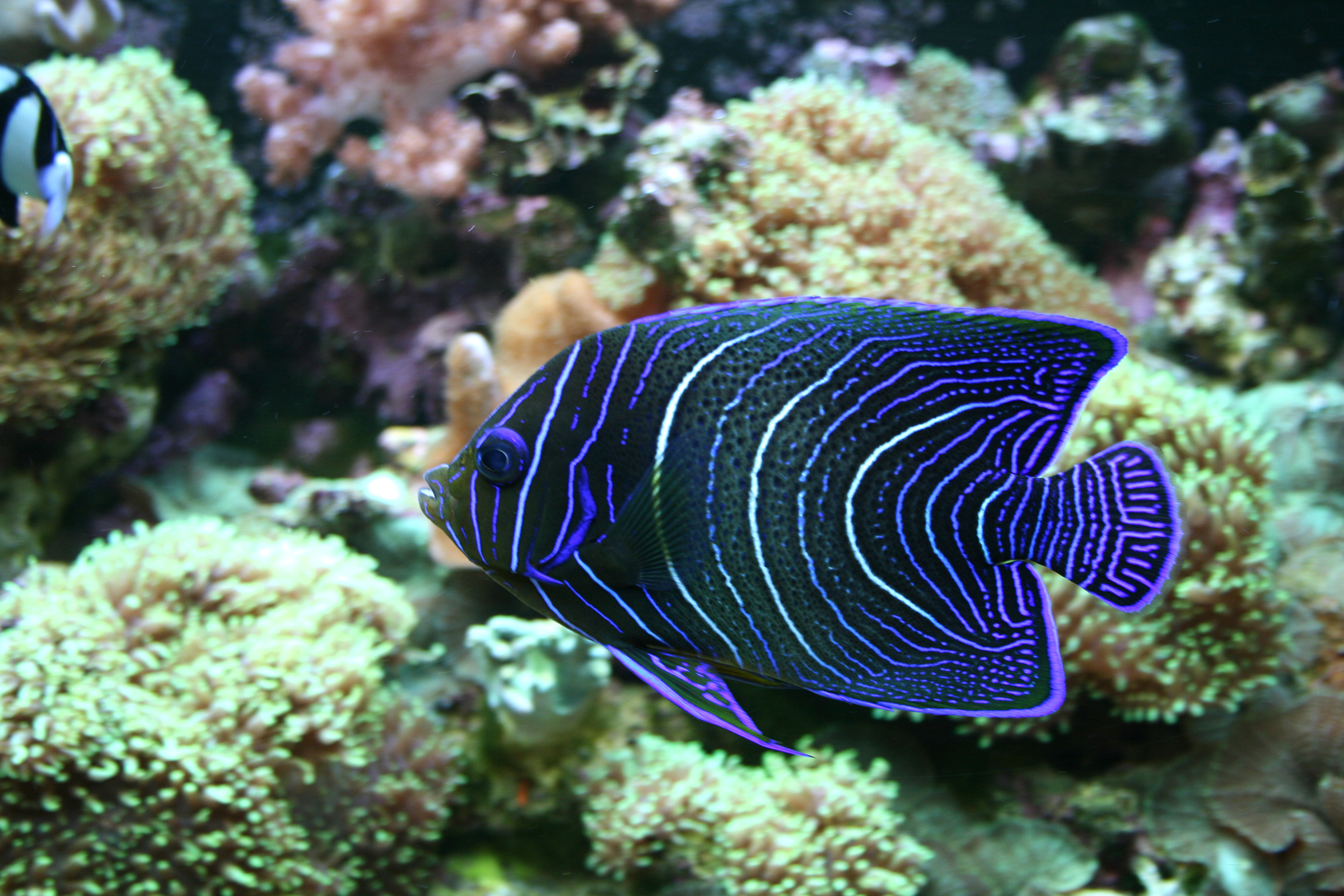
Młody osobnik
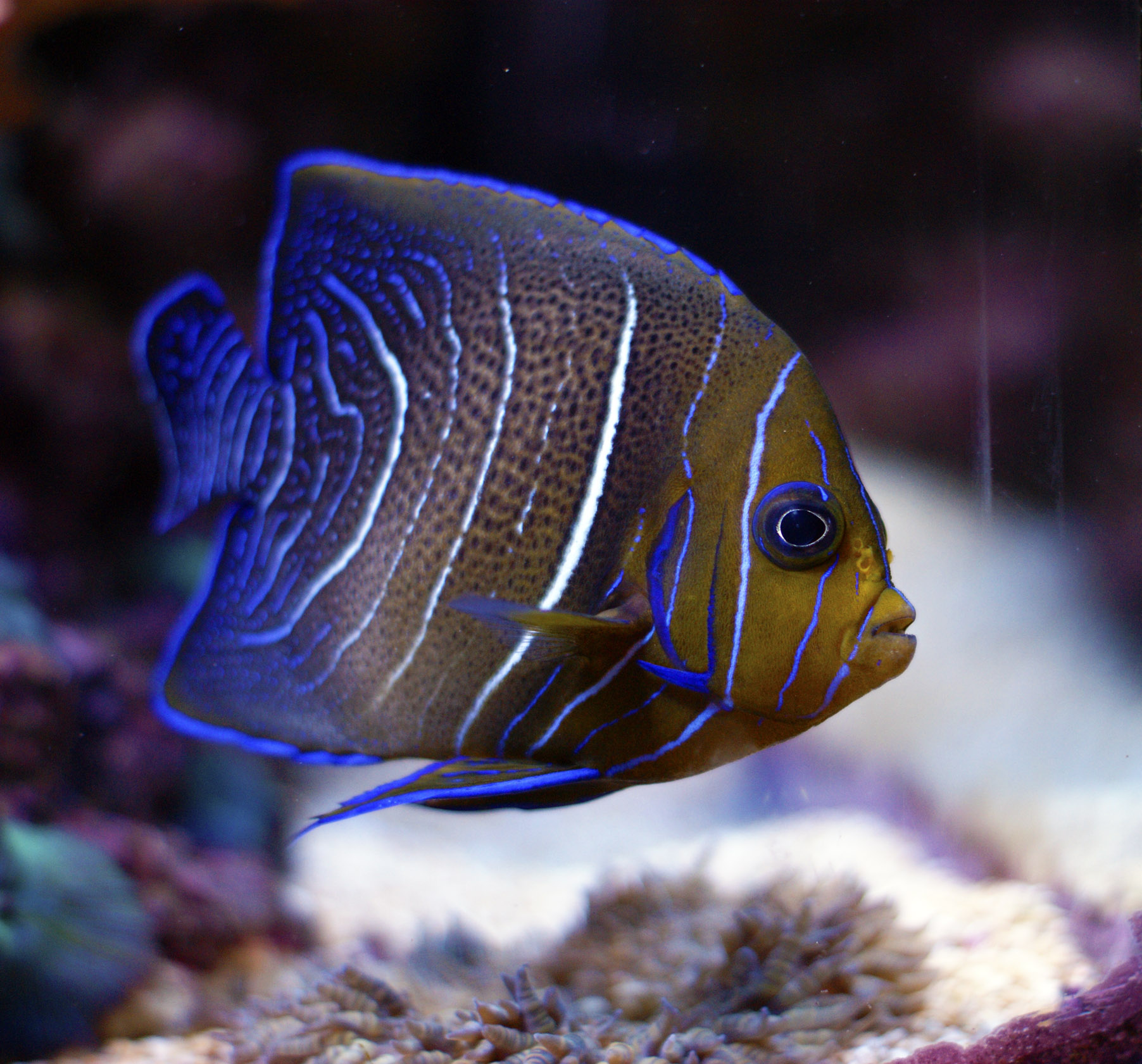
Młody osobnik trzymany w akwarium
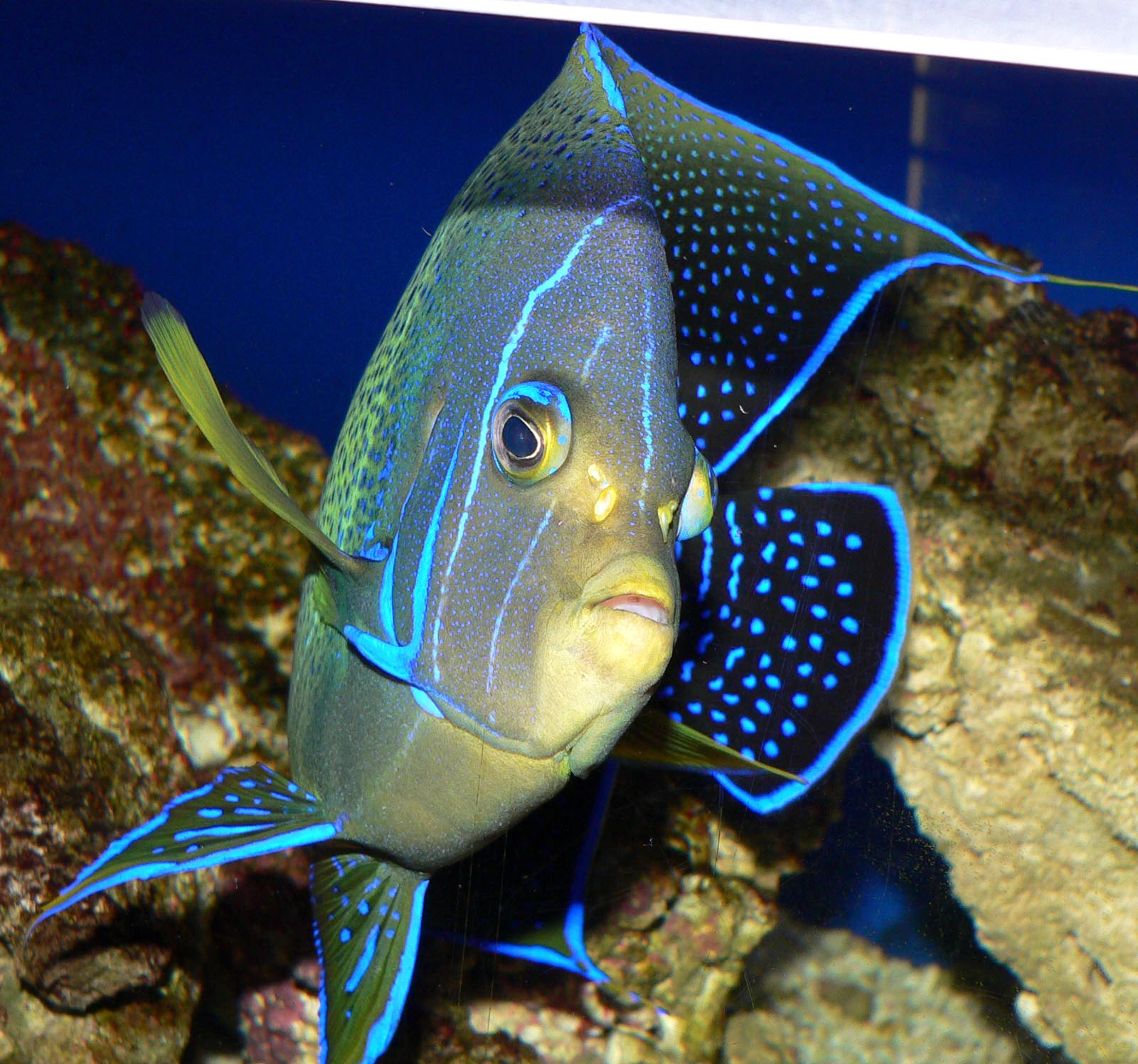
Od strony głowy
- Zarejestrowany ruch szczęki